# ESRRB
ESRRB (англ. Estrogen related receptor beta) – білок, який кодується однойменним геном, розташованим у людей на короткому плечі 14-ї хромосоми. Довжина поліпептидного ланцюга білка становить 433 амінокислот, а молекулярна маса — 48 054.
| 10         |  | 20         |  | 30         |  | 40         |  | 50         |
| ---------- |  | ---------- |  | ---------- |  | ---------- |  | ---------- |
| MSSDDRHLGS |  | SCGSFIKTEP |  | SSPSSGIDAL |  | SHHSPSGSSD |  | ASGGFGLALG |
| THANGLDSPP |  | MFAGAGLGGT |  | PCRKSYEDCA |  | SGIMEDSAIK |  | CEYMLNAIPK |
| RLCLVCGDIA |  | SGYHYGVASC |  | EACKAFFKRT |  | IQGNIEYSCP |  | ATNECEITKR |
| RRKSCQACRF |  | MKCLKVGMLK |  | EGVRLDRVRG |  | GRQKYKRRLD |  | SESSPYLSLQ |
| ISPPAKKPLT |  | KIVSYLLVAE |  | PDKLYAMPPP |  | GMPEGDIKAL |  | TTLCDLADRE |
| LVVIIGWAKH |  | IPGFSSLSLG |  | DQMSLLQSAW |  | MEILILGIVY |  | RSLPYDDKLV |
| YAEDYIMDEE |  | HSRLAGLLEL |  | YRAILQLVRR |  | YKKLKVEKEE |  | FVTLKALALA |
| NSDSMYIEDL |  | EAVQKLQDLL |  | HEALQDYELS |  | QRHEEPWRTG |  | KLLLTLPLLR |
| QTAAKAVQHF |  | YSVKLQGKVP |  | MHKLFLEMLE |  | AKV        |  |            |

A: Аланін

C: Цистеїн

D: Аспарагінова кислота

E: Глутамінова кислота

F: Фенілаланін

G: Гліцин

H: Гістидин

I: Ізолейцин

K: Лізин

L: Лейцин

M: Метіонін

N: Аспарагін

P: Пролін

Q: Глутамін

R: Аргінін

S: Серин

T: Треонін

V: Валін

W: Триптофан

Кодований геном білок за функцією належить до рецепторів. 
Задіяний у таких біологічних процесах, як транскрипція, регуляція транскрипції, ацетилювання, альтернативний сплайсинг. 
Білок має сайт для зв'язування з іонами металів, іоном цинку, ДНК. 
Локалізований у цитоплазмі, ядрі, хромосомах.